# Nezařazení (Poslanecká sněmovna)
Nezařazený poslanec či poslanec nezařazený do klubu je zvolený poslanec, který není členem žádného poslaneckého klubu určeného ke sdružování poslanců, jelikož z klubu politické strany, za kterou byl zvolen, v průběhu volebního období vystoupil nebo byl vyloučen a nevstoupil do jiného. Takový poslanec může jednat více politicky nezávisle.
Dne 21. února 2023 vystoupil tehdejší moravskoslezský hejtman Ivo Vondrák z poslaneckého klubu ANO 2011 a stal se nezařazeným poslancem, ve volebním období 2021–2025 prvním nezařazeným členem Poslanecké sněmovny. V červenci 2025 vystoupil z poslaneckého klubu Svoboda a přímá demokracie Jiří Kobza.